# Codex Abrogans

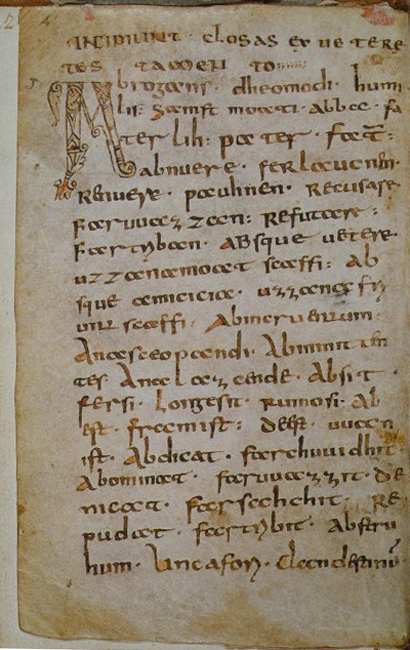
Primera página del Codex Abrogans.

El codex Abrogans es un códice que contiene el que probablemente es el libro más antiguo escrito en alemán que se conserva. De hecho, el libro es un diccionario escrito a mano que traduce palabras del latín al alto alemán antiguo, como también un glosario o lista de palabras de sinónimos del siglo VIII (765-775). Contiene unas 3.670 palabras alemanas en más de 14.600 referencias. Fue copiado varias veces; sin embargo, solo una copia permanece hasta el presente, preservada en la Biblioteca de Sankt Gallen. El nombre se debe a la primera entrada en el glosario, a saber, abrogans: 'modestia, humildad'. Esporádicamente, este trabajo ha sido atribuido por diferentes autores al clérigo Arebeo de Frisinga (Freising) (723-783 o 784).